# Proposizione avversativa
La proposizione avversativa è una proposizione coordinata o subordinata che indica un evento o una situazione che si contrappone a quanto viene detto dalla proposizione reggente.
Quando è subordinata, nella forma esplicita viene espressa con un verbo al modo indicativo oppure al modo condizionale ed è introdotta dalle congiunzioni: quando, mentre, laddove, ma. Ad esempio:
Io mi fido di te, quando tu non fai che mentirmi.
Non mi hai dato retta, mentre avresti dovuto farlo.
Nella forma implicita è espressa con un verbo al modo infinito ed è introdotta dalle locuzioni invece di...., in luogo di.... oppure dalla congiunzione anziché.
Invece di esserle grata, l'ha insultato.
Quando è una proposizione coordinata, se indica una contrapposizione parziale, è introdotta dalle congiunzioni ma, però, eppure, pure, tuttavia, peraltro, senonché; se indica una contrapposizione totale, è introdotta da ma, bensì, invece e ciononostante.